# 1. Rundfunk-Urteil
Das 1. Rundfunk-Urteil des Bundesverfassungsgerichtes (BVerfG) vom 28. Februar 1961 bezeichnet in der deutschen Rechtswissenschaft das erste in einer Reihe von zwölf Urteilen des BVerfG zur Rundfunkfreiheit: Im ersten Rundfunkurteil wurde die Gründung der Deutschland-Fernsehen GmbH als nicht mit dem Grundgesetz für die Bundesrepublik Deutschland (GG) vereinbar verworfen. Diese Entscheidung von 1961 wurde und wird häufig auch als Fernsehurteil bezeichnet.

## Sachverhalt
Auslöser für den dem Bundesverfassungsgericht vorgelegten Rundfunk-Kompetenzstreit zwischen Bund und Ländern war der Versuch von Bundeskanzler Konrad Adenauer, ein vom Bund kontrolliertes zweites bundesweites Fernsehprogramm zu etablieren. Die zugrundeliegende Idee des „Adenauer-Fernsehens“ war vermutlich, der oft regierungskritischen Berichterstattung der Rundfunkanstalten innerhalb der ARD ein eher regierungsfreundliches Programm entgegenzusetzen. Nach Adenauers Auffassung hatten insbesondere die durch die britischen Besatzungsmächte eingesetzten Führungskräfte der DPD und des NWDR eine zu große Nähe zur SPD, um ausgeglichen über die CDU-Regierungen berichten zu können. Zu diesem Zweck war am 5. Dezember 1958 in Frankfurt am Main zunächst die Freies Fernsehen GmbH (FFG) gegründet worden. Um die Länder für die Idee zu gewinnen, wurde im Juli 1960 dann die Deutschland-Fernsehen GmbH gegründet, mit der den Ländern eine Beteiligung an dem Projekt ermöglicht werden sollte.

## Das Urteil
Nach einer Klage der SPD-regierten Bundesländer Hamburg und Hessen entschied das Bundesverfassungsgericht, dass der Bund durch die Gründung der Deutschland-Fernsehen GmbH nicht nur gegen die Kompetenzbestimmungen des Grundgesetzes und gegen den Grundsatz des bundesfreundlichen Verhaltens verstoßen habe, sondern insbesondere auch gegen Artikel 5 des Grundgesetzes für die Bundesrepublik Deutschland. Zum Grundsatz der Bundestreue führte das Gericht aus:

„[...] [D]as procedere und der Stil der Verhandlungen, die zwischen dem Bund und seinen Gliedern und zwischen den Ländern im Verfassungsleben erforderlich werden, stehen unter dem Gebot bundesfreundlichen Verhaltens. In der Bundesrepublik Deutschland haben alle Länder den gleichen verfassungsrechtlichen Status; sie sind Staaten, die im Verkehr mit dem Bund Anspruch auf gleiche Behandlung haben. Wo immer der Bund sich in einer Frage des Verfassungslebens, an der alle Länder interessiert und beteiligt sind, um eine verfassungsrechtlich relevante Vereinbarung bemüht, verbietet ihm jene Pflicht zu bundesfreundlichem Verhalten, nach dem Grundsatz divide et impera zu handeln, d.h. auf die Spaltung der Länder auszugehen, nur mit einigen eine Vereinbarung zu suchen und die anderen vor den Zwang des Beitritts zu stellen. Jener Grundsatz verbietet es auch, daß die Bundesregierung bei Verhandlungen, die alle Länder angehen, die Landesregierungen je nach ihrer parteipolitischen Richtung verschieden behandelt, insbesondere zu den politisch entscheidenden Beratungen nur Vertreter der ihr parteipolitisch nahestehenden Landesregierungen zuzieht und die der Opposition im Bunde nahestehenden Landesregierungen davon ausschließt.“

In der damaligen Fassung des Grundgesetzes besaß der Bund nur die ausschließliche Gesetzgebungskompetenz für das Post- und Fernmeldewesen (Art. 73 Nr. 7 a.F. GG). Diese Kompetenz (dasselbe gilt heute für das Postwesen und die Telekommunikation, Art. 73 Nr. 7 GG n.F.) umfasst nur den sendetechnischen Bereich, also die Übertragungstechnik. Grund hierfür ist das Interesse der Allgemeinheit an einer bundeseinheitlichen Zuteilung der Frequenzbereiche. Eine Kompetenz des Bundes für die Veranstaltung von Rundfunk findet sich dagegen nicht im Grundgesetz. Deshalb steht die Gesetzgebungskompetenz für Rundfunkveranstaltung nach Art. 30 GG den Ländern zu.
Das Bundesverfassungsgericht sieht den Rundfunk wegen der (damaligen) Frequenzknappheit und dem hohen finanziellen Aufwand als öffentliche Aufgabe an, die von Privaten derzeit nicht zu bewältigen sei. Als Faktor und Medium der Meinungsbildung muss der Rundfunk aber staatsfrei organisiert sein.
Neben der Staatsferne hielt das Bundesverfassungsgericht insbesondere auch die zentralisierte Kontrolle der Bundesregierung für verfassungswidrig und zog hierbei die Parallelen zur Rundfunkordnung in der Weimarer Zeit. Damals war der Rundfunk zentral organisiert und die Kontrolle stand der Reichspost zu. Dies, so das Bundesverfassungsgericht, begünstigte die staatliche Einflussnahme und den Missbrauch des Rundfunks für Propagandazwecke in der Zeit des Nationalsozialismus. Aufgrund dieser „Lehren aus Weimar“ sollte unter der Kompetenzordnung des Grundgesetzes ausdrücklich nur die technische Seite und nicht der Inhalt, die „kulturelle Seite“, in der Kompetenz des Bundes liegen.
Das Gericht stellt hinsichtlich der Frequenzvergabe den Grundsatz bundesfreundlichen Verhaltens in den Vordergrund und führt dazu aus, dass der Bund bei der Vergabe von Frequenzen seine Kompetenz nicht dazu missbrauchen darf, einzelne Rundfunkanbieter auszuschließen, die ihm (politisch) unliebsam erscheinen mögen, um so die vom Grundgesetz gewollte Dezentralisierung verfassungswidrig zu umgehen.

## Aus den Gründen
Die Bedeutung des Art. 5 GG für den Rundfunk kann nicht ohne Rücksicht auf den eben dargelegten Inhalt des Art. 5 GG gewürdigt werden. Unbeschadet einer noch zu erörternden Besonderheit des Rundfunkwesens gehört der Rundfunk ebenso wie die Presse zu den unentbehrlichen modernen Massenkommunikationsmitteln, durch die Einfluss auf die öffentliche Meinung genommen und diese öffentliche Meinung mitgebildet wird. Der Rundfunk ist mehr als nur „Medium“ der öffentlichen Meinungsbildung; er ist ein eminenter „Faktor“ der öffentlichen Meinungsbildung. Diese Mitwirkung an der öffentlichen Meinungsbildung beschränkt sich keineswegs auf die Nachrichtensendungen, politischen Kommentare, Sendereihen über politische Probleme der Gegenwart, Vergangenheit oder Zukunft; Meinungsbildung geschieht ebenso in Hörspielen, musikalischen Darbietungen, Übertragungen kabarettistischer Programme bis hinein in die szenische Gestaltung einer Darbietung.

## Folgen des Urteils
Mit dem Urteil scheiterte die Einführung eines dem Bund unterstellten, von der FFG produzierten Fernsehprogramms, und die FFG wurde liquidiert. Als Folge der Entscheidung wurden die mit dem Gesetz über die Errichtung von Rundfunkanstalten des Bundesrechts vom 29. November 1960 eingerichteten Hörfunksender Deutschlandfunk (als Nachfolger des Deutschen Langwellensenders) und Deutsche Welle auf die Kompetenz für auswärtige Beziehungen aus Art. 32 GG gestützt. Das Zweite Deutsche Fernsehen wurde aufgrund eines Staatsvertrags der Länder (ZDF-StV) gegründet.